# سیارک ۱۱۲۱
سیارک ۱۱۲۱ (به انگلیسی: 1121 Natascha، نامگذاری:1928RZ) هزار و صد و بیست و یکمین سیارک کشف شده‌است که در ۱۱ سپتامبر ۱۹۲۸ و در رصدخانه سایمیز کشف شد.
قدر مطلق سیارک برابر ۱۱٫۸۰ است.